# China aktuell
China aktuell war eine wissenschaftliche Fachzeitschrift zu politischen, wirtschaftlichen und sozialen Entwicklungen in der Volksrepublik China sowie in Hongkong, Macau und Taiwan. Sie erschien zwischen 1972 und 2009 und wird seit Anfang 2009 als Journal of Current Chinese Affairs in englischer Sprache weitergeführt.

## Herausgeber
Herausgeber der China aktuell war das GIGA Institute of Asian Studies (GIGA Institut für Asien-Studien) in Hamburg. Die zweimonatlich erschienene Zeitschrift war Teil der GIGA Journal Family des GIGA German Institute of Global and Area Studies (Hamburg). Die Redaktion wurde von Karsten Giese und Heike Holbig geleitet.

## Konzept
China aktuell bot Studien und Berichte mit den Schwerpunkten Politik, Wirtschaft und Gesellschaft. Wichtige aktuelle Ereignisse wurden in Hintergrundanalysen kommentiert. Die Fachzeitschrift wurde durch den als Online-Publikation verfügbaren Datenteil China aktuell Data Supplement ergänzt, der ständig aktualisiert wurde und Veränderungen in politischen Führungsämtern, Institutionen, Gesetzen etc. dokumentierte.
Die wissenschaftlichen Aufsätze wurden vor ihrer Veröffentlichung einem doppelt anonymisierten Begutachtungsverfahren (Peer-Review) unterzogen, um die Qualität der Beiträge zu sichern.
Die Zeitschrift wandte sich an Fachleute, die sich in Wissenschaft und Politik, in Wirtschaft, Verwaltung und Medien mit China befassen, sowie an alle, die sich grundsätzlich für die Entwicklungen in der Volksrepublik China (einschließlich Hongkong und Macao) und Taiwan interessieren. Die Zeitschrift gehörte zum Bestand vieler öffentlicher und wissenschaftlicher Bibliotheken im Inland und Ausland und wurde zum Beispiel an der Universität Bonn als eine der wichtigsten deutschsprachigen Periodika zu aktuellen Entwicklungen in China eingestuft.
China aktuell war Teil eines von der Deutschen Forschungsgemeinschaft (DFG) geförderten Open-Access-Pilotprojekts. China aktuell wurde zum Open Access Journal überführt und zusätzlich zur Printversion weltweit online angeboten.